# Atheta metlakatlana
Atheta metlakatlana är en skalbaggsart som beskrevs av Max Bernhauer 1909. Atheta metlakatlana ingår i släktet Atheta och familjen kortvingar. Inga underarter finns listade i Catalogue of Life.